# 195-я стрелковая дивизия (2-го формирования)
195-я стрелковая дивизия — воинское соединение Вооружённых Сил СССР, принимавшее участие в Великой Отечественной войне.

## История

### Формирование
Формирование дивизии начато на территории нынешней Оренбургской области в городе Абдулино в октябре 1941 года под командованием комбрига Михаила Афанасьевича Романова. В апреле 1942 года передислоцирована в Рязанскую область, где была включена в состав 1-й резервной армии.

### Бои под Воронежем
В июле 1942 года дивизия перебрасывается под Воронеж, где под командованием нового командира дивизии полковника Михаила Герасимовича Микеладзе ведёт бои на северной окраине города в ходе Воронежско-Ворошиловградской операции и последующей битвы за Воронеж.
В августе 1942 года после ранения М. Г. Микеладзе командиром дивизии назначается полковник Василий Петрович Каруна.
В сентябре 1942 года дивизия участвует в наступлении 60-й армии, после чего в начале октября выводится в Резерв Верховного Главнокомандования, имея в составе менее 4,5 тысячи человек.
Дивизия проходит доукомплектование в городе Балашов Саратовской области.

### Среднедонская операция
Восстановив боеспособность, в ноябре 1942 года дивизия вошла в состав 4-го гвардейского стрелкового корпуса 1-й гвардейской армии, действующей в составе Юго-Западного фронта, и была передислоцирована в район села Верхний Мамон на Среднем Дону. 16 декабря дивизия начала наступление в рамках операции «Малый Сатурн», переправилась через реку Дон и в первый день прорвала первую полосу обороны врага на 3-4 км.
Далее дивизия во взаимодействии с 17-м танковым корпусом наступала более высокими темпами, так, 18 декабря, форсировав реку Богучар, дивизия была уже в 50 км от Дона, освободив села Рудаевка, Титаревка, Поповка. Сломив сопротивление подразделений 8-й итальянской армии, дивизия быстро продвигалась вперед, к 19 декабря вышла к железной дороге Россошь—Миллерово, на следующий день освободила первые населённые пункты УССР — села Никольское и Морозовка, Меловского района, Ворошиловградской области. Ещё двое суток спустя дивизия вышла на важные тыловые коммуникации врага — шоссейные дороги Старобельск—Беловодск—Чертково и Беловодск — Марковка. Продвижение остановил контрудар противника, фронт дивизии стабилизировался на участке Марковка, Бондаревка, шоссе Чертково — Беловодск. В конце декабря 1942 года операция «Малый Сатурн» была завершена.

### Ворошиловградская операция
В январе 1943 года ещё до начала Ворошиловградской операции дивизия продолжила наступление по территории Украины и 23 января в тесном взаимодействии со 183-й танковой бригадой, 106-й стрелковой бригадой, 41-й гвардейской стрелковой дивизией и 35-й гвардейской стрелковой дивизией освободила город Старобельск. Освобождение Старобельска было отмечено в приказе Верховного Главнокомандующего 25 января 1943 года.
28 января дивизия была сосредоточена на рубеже населённый пункт Кременная, станция Кременная неподалёку от реки Северский Донец. 31 января силами дивизии во взаимодействии с 4-м танковым корпусом Кременная была освобождена в ходе начавшейся 29 января Ворошиловградской операции.
Далее дивизия выдвинулась вслед за вырвавшимися вперед танковыми частями в сторону Славянска через населённые пункты Торское, Ямполь, Закотное. Форсировав Северский Донец, 2 февраля 1943 года дивизия подошла к Славянску и вступила в бои на окраинах города. После ожесточённых боёв 17 февраля 1943 года Славянск был освобождён дивизией при взаимодействии с 57-й и 41-й гвардейскими дивизиями и танковыми частями.
18 февраля 1943 года дивизия была включена в состав 6-го гвардейского стрелкового корпуса 1-й гвардейской армии. После участия в оборонительных боях на рубеже, проходившем через населённые пункты Холодный, Дягово, Доброволье, Галичев, Софиевка, Ивановка, Броды (60—65 км северо-западнее Красноармейской) и организованного отхода с боями в сторону Балаклеи дивизия с 3 марта заняла оборонительный рубеж западнее Изюма, в большой излучине Северского Донца. На этом рубеже дивизия закрепилась и удерживала его до июля 1943 года. По данным И. Б. Мощанского при отходе была потеряна практически вся артиллерия — в дивизии осталось только одно орудие дивизионной артиллерии. Это подтверждается архивными документами дивизии. С 22 марта 1943 года в командование дивизией вместо В. П. Каруна вступил полковник Яков Семёнович Михеенко.

### Изюм-Барвенковская наступательная операция
Перед началом Изюм-Барвенковской наступательной операции в июле 1943 года командиром дивизии назначен полковник Александр Михайлович Сучков.
В ночь на 22 июля 1943 года части дивизии форсировали Северский Донец близ сёл Гаражевка и Загородное, где вступили в ожесточённые бои с противником. Дивизия закрепилась и удерживала эти два плацдарма, сковывая силы противника.
27 июля всей 1-й гвардейской армии, в составе которой сражалась дивизия, был отдан приказ закрепиться на достигнутых рубежах и перейти к обороне. Наступательные действия операции имели ограниченный успех прежде всего из-за исключительно тяжёлых условий наступления и ожесточённого сопротивления противника. В то же время противник не только был вынужден ввести в бой резервы, но и привлёк часть сил, которые планировалось использовать в наступлении на Курск.

### Донбасская наступательная операция
В рамках Донбасской наступательной операции 195-я стрелковая дивизия 7 сентября 1943 года форсировала Северский Донец в районе села Байдаки, вела бои за Меловую гору около села Протопоповка. На третьи сутки дивизии удалось прорвать главную полосу обороны противника за Северским Донцом. К 10 сентября противник закрепился на реке Берека, занял опорные пункты в населённых пунктах Фёдоровка, совхоз «Новозарецкий», Екатериновка. 14 сентября части дивизии освободили Фёдоровку и Екатериновку и получили возможность дальше развивать наступление. Далее были освобождены села Миролюбовка, Украинка, Приволье, Доброполь, Красная Балка и другие. Наступление развивалось по направлению к населённому пункту Комсомольское и хутору Ново-Московский и далее к Днепру на новомосковском направлении. 18 сентября дивизия получила приказ о скорейшем овладении Новомосковском.
Перед штурмом Новомосковска дивизия предприняла обходной манёвр, нанеся удар не с севера или с северо-востока, откуда его мог ожидать противник, а с востока, через населённые пункты Хощеватка, Орловщина, Знаменка. В ночь на 22 сентября части дивизии вышли к окраине Новомосковска и начали наступление по направлению к центру города. Решительными действиями с активным применением артиллерии в ходе городских боёв и при поддержке авиации 17-й воздушной армии 22 сентября Новомосковск был освобождён.
23 сентября 1943 года 195-я стрелковая дивизия и её командир были отмечены в приказе Верховного Главнокомандующего № 23 за освобождение города Новомосковска Днепропетровской области. Этим же приказом дивизии присвоено почётное наименование «Новомосковская».

### Днепропетровская операция
В октябре 1943 года перед началом Днепропетровской операции 195-я стрелковая дивизия была включена в состав 46-й армии. 23 октября дивизия выдвинулась к переправе через Днепр в районе населённого пункта Кулеши и сосредоточилась на правом берегу Днепра на Аульском плацдарме в районе сел Сошиновка и Аулы. Вечером 24 октября дивизия начала наступление на Днепродзержинск, планируя, осуществив удар вдоль железной дороги, выйти к южной окраине Днепродзержинска, развернуться на сервер и северо-восток и освободить город.
Утром 25 октября части дивизии завязали уличные бои в Днепродзержинске, начали продвижение через центр города к северным окраинам и к полудню ликвидировали последние очаги сопротивления. В это же время
части дивизии препятствовали отступлению противника на юг через шоссе, проходящее через станцию Баглей.
Освободив Днепродзержинск, дивизия покинула город и развивала наступление на юг. К вечеру 25 октября были освобождены населённые пункты Тритузная, Соцгородок, Карнауховские хутора, Тарамское, Сухачевка, Васильевка, Любомировка. Дивизия вышли на рубеж Кринички, Николаевка. Далее дивизия наступала на юго-запад на село Гуляйполе и за 3 дня продвинулась на 40 км. Освободив село, дивизия сделала ещё один рывок, и вышла на рубеж Софиевка — Петрова Долина в 75 км юго-западнее Днепродзержинска. 7 декабря 1943 года дивизия получила приказ закрепиться на достигнутом рубеже.
25 октября 1943 года 195-я стрелковая дивизия и её командир были отмечены в приказе Верховного Главнокомандующего № 36 за освобождение города Днепродзержинск Днепропетровской области. Этим же приказом дивизия награждена орденом Красного Знамени.

### Никопольско-Криворожская наступательная операция
В январе 1944 года дивизия удерживала занятый ранее рубеж и готовилась к новому наступлению.
31 января в составе 34-го стрелкового корпуса дивизия в ходе начавшейся Никопольско-Криворожской наступательной операции прорвала первую полосу обороны на рубеже Софиевка — Петрова Долина и 2 февраля подошла ко второй полосе обороны противника в районе населённого пункта Князь-Ивановка. Полки дивизии начали обход Князь-Ивановки и вынудили противника начать отход, что позволило уже к вечеру освободить это село. 3 февраля дивизия завязала бои за посёлок Водяной и село Елизаветовка и вскоре освободила эти населённые пункты.
7 февраля дивизия вышла к укреплённой полосе обороны на реке Каменка в районе села Златоустовка в 30 км от Кривого Рога. В ночь на 8 февраля дивизия была переведена южнее по реке Каменка в район села Екатериновка, где приостановила продвижение, ожидая пополнения личного и подтягивания отставшей из-за распутицы артиллерии и отражая контрудары врага.
17 февраля дивизия, вновь включённая в состав 6-го гвардейского стрелкового корпуса, вновь начала наступление по направлению к посёлкам Бурлацкий и Ново-Марьинский, где встретилась с сильным сопротивлением и контрударами противника. 19 февраля дивизия прорвала основную полосу обороны и освободила населённые пункты Полтавцы, Крыловский, Красино, Ново-Марьинский, Львов. 20 февраля был освобождён посёлок Новый Путь. Дивизия развивала наступление на станцию Долгинцево и освободила её 21 февраля.
Непосредственно перед началом штурма Кривого Рога дивизия была вновь передана в состав 34-го стрелкового корпуса и получила задачу форсировать реку Ингулец южнее Кривого Рога и развивать наступление в юго-западном направлении. К концу февраля 1944 года дивизия вышла на рубеж, проходивший вдоль железной дороги в районе станции Антоновка.

### Березнеговато-Снигирёвская наступательная операция
1 марта 1944 года дивизия была сосредоточена на юго-восточной окраине освобождённого Кривого Рога. Было произведено доукомплектование и приведение в порядок техники и вооружения. По плану Березнеговато-Снигирёвской наступательной операции после вскрытия обороны противника силами 46-й и
8-й гвардейской армий в прорыв вводилась конно-механизированная группа И. А. Плиева. 195-й стрелковой дивизии была поставлена задача следовать за конно-механизированной группой в постоянной готовности к немедленным боевым действиям в случае контратак противника во фланги или тыл подвижным войскам.
7 марта 1944 года дивизия выдвинулась из Кривого Рога вслед за быстро продвигавшейся к городу Новый Буг конно-механизированной группой через станцию Антоновка, населённые пункты Червоный Яр, Ново-Лазаревка, Михайловка. 10 марта дивизия вошла в населённый пункт Казанка уже на территории Николаевской области.
Конно-механизированная группа И. А. Плиева после освобождения Нового Буга круто повернула на юг и вышла к реке Ингулец южнее Березнеговатого и Снигирёвки, перерезав противнику пути отхода на запад. 13-14 марта 195-я стрелковая дивизия сдерживала контратаки противника из района населённого пункта Баштанка, 15 марта подразделения дивизии освободили села Соколовка, Отрадное и Ново-Георгиевка.
Далее дивизия преследовала прорывающегося к Южному Бугу противника по направлению к Вознесенску. 18 марта она овладела расположенной на подступах к Вознесенску Васельевкой.
19 марта под ударами противника, нанесёнными со стороны Вознесенска, дивизия оставила Васельевку и вернула этот населённый пункт под свой контроль 21 марта, после чего продолжила теснить врага на восточном берегу Южного Буга. 23 марта части дивизии вышли к Южному Бугу, к вечеру того же дня заняли село Раково и вышли на окраину села Болгарка.
Вечером 23 марта во время артиллерийского удара противника по Раково погиб командир дивизии полковник Александр Михайлович Сучков. 24 марта к исполнению обязанностей командира дивизии приступил И. Н. Холодов. В тот же день село Болгарка было очищено от противника. Дивизия была передислоцирована в освобождённый Вознесенск, где в ожидании приказа о переходе на правый берег Южного Буга занялась пополнением и ремонтом техники и вооружения.

### Одесская наступательная операция
В ходе Одесской наступательной операции 28 марта 1944 года 195-я стрелковая дивизия форсировала Южный Буг в районе Вознесенска и начала наступление. 29 марта она подошла к населённому пункту Мостовое Ляхово в 30 километрах юго-западнее Вознесенска, а 30 марта продвинулась вперед более чем на 60 километров, освободив десятки селений.
Далее дивизия наступала по направлению к станции Раздельная. 30 марта противник, активно применяя авиацию и артиллерию, попытался остановить наступление на рубеже реки Тилигул, однако в ночь на 1 апреля подразделения дивизии форсировали реку и продолжили движение вперед. Следующую попытку остановить продвижение дивизии противник предпринял в населённых пунктах Шевченково и Нейково, однако части дивизии обошли эти населённые пункты и заставили противника начать отход.
3 апреля дивизия вышла на спешно укреплённый противником рубеж реки Малый Куяльник. В ночь на 4 апреля дивизия форсировала реку в районе населённого пункта Шарово и продолжила продвижение по направлению к станции Раздельной, штурм которой уже начала конно-механизированная группа генерала Плиева и 10-я гвардейская воздушно-десантная дивизия.
5 апреля дивизия выдвинулась со стороны Понятовки по маршруту посёлок Раздельная, Бурга, станция Кучурган с целью выхода на рубеж посёлок Котовского — Чебручевский — Страссбург. В ходе наступления дивизия в тот же день вступила в бои и овладела Павловкой и станцией Кучурган. 6-7 апреля бои за Павловку и станцию Кучурган продолжились, населённые пункты переходили из рук в руки, окончательно они были очищены от войск противника 8 апреля 1944 года.
8 апреля 195-я стрелковая дивизия начала наступление к Днестру по направлению к рубежу прибрежный сел Слободзея Русская, Чобручи (левобережное). 10 апреля дивизия освободила прибрежное село Варваровка. 11 апреля было освобождены села Слободзея Русская и Чобручи, в тот же день и дивизия форсировала Днестр, захватив плацдарм, получивший название Кицканский.
В течение апреля 1944 года дивизия вела упорные бои за удержание и расширения Кицканского плацдарма. С 28 апреля в командование 195-й стрелковой дивизией вступил полковник Иван Сергеевич Шапкин. 1 мая 1944 года дивизия была выведена во второй эшелон армии, вернулась на левый берег Днестра и расположилась под Тирасполем для пополнения и подготовки к новым боям, занявшей три с половиной месяца.

### Ясско-Кишинёвская операция
В ночь на 18 августа 1944 года дивизия была вновь выдвинута на Кицканский плацдарм. 20 августа, в день начала Ясско-Кишинёвской операции дивизия начала наступление по направлению к населённому пункту Ермоклия. После ожесточённых боёв 21 августа 1944 года Ермоклия была освобождена. После этого 195-я стрелковая дивизия начала преследование отступающего противника в направлении районного центра Комрат, продвигаясь 21-23 августа на 30-40 км за сутки.
23 августа соединились войска 2-го и 3-го Украинского фронтов. 195-й стрелковой дивизии была поставлена задача укрепить внутреннее кольцо окружения на рубеже Саратень — Кугурлуй, который дивизия и заняла 24 августа 1944 года. 25-26 августа дивизия в ходе ожесточённых боёв в районе селений Саратень, Орак, Чадыр, Минжир сдерживала попытки частей противника вырваться из окружения.
27-28 августа окружённые войска противника начали массово сдаваться в плен. 28 августа дивизия сосредоточилась в районе населённого пункта Томай. 7 сентября 1944 года 195-я стрелковая дивизия была передислоцирована в город Кагул.

### Болгарская операция
9 сентября 1944 года в ходе Болгарской операции 195-я стрелковая дивизия переправилась через Дунай и начала продвижение по территории Румынии в направлении на Принчипиле-Михай. 13 сентября дивизия пересекла румыно-болгарскую границу. Болгарская армия не оказывала сопротивления и дивизия передвигалась походными колоннами. В конце сентября дивизия стала лагерем к югу от города Сливена. 15 октября дивизия была включена в 66-й стрелковый корпус и передислоцирована в район города Нова Загора, где располагалась до окончания войны.

### В составе действующей армии
В составе действующей армии с 09.07.1942 по 03.10.1942, с 21.11.1942 по 09.05.1945.

## Полное название
195-я Новомосковская Краснознамённая стрелковая дивизия

## Состав
- 564-й стрелковый полк
- 573-й стрелковый полк
- 604-й стрелковый полк
- 475-й артиллерийский полк
- 41-й отдельный истребительно-противотанковый дивизион
- 330-я разведывательная рота
- 362-й сапёрный батальон
- 564-й отдельный батальон связи (564, 1571 отдельная рота связи)
- 18-й медико-санитарный батальон
- 502-я отдельная рота химзащиты
- 253-я автотранспортная рота
- 422-я полевая хлебопекарня
- 887-й дивизионный ветеринарный лазарет
- 1677-я полевая почтовая станция
- 1078-я полевая касса Госбанка[48]

## Подчинение
| Дата            | Фронт (округ)                 | Армия                 | Корпус (группа) | Примечания |
| --------------- | ----------------------------- | --------------------- | --------------- | ---------- |
| 01.01.1942 года | Южно-Уральский ВО             | -                     | -               | -          |
| 01.02.1942 года | Южно-Уральский ВО             | -                     | -               | -          |
| 01.03.1942 года | Уральский и Южно-Уральский ВО | -                     | -               | -          |
| 01.04.1942 года | Южно-Уральский ВО             | -                     | -               | -          |
| 01.05.1942 года | Московский ВО                 | -                     | -               | -          |
| 01.06.1942 года | Резерв ставки ВГК             | 1 резервная армия     | -               | -          |
| 01.07.1942 года | Резерв ставки ВГК             | 3 резервная армия     | -               | -          |
| 01.08.1942 года | Воронежский фронт             | 60 армия              | -               | -          |
| 01.09.1942 года | Воронежский фронт             | 60 армия              | -               | -          |
| 01.10.1942 года | Воронежский фронт             | 60 армия              | -               | -          |
| 01.11.1942 года | Резерв ставки ВГК             | 4 резервная армия     | 4 гв. СК        | -          |
| 01.12.1942 года | Юго-Западный фронт            | 1-я гвардейская армия | 4 гв. СК        | -          |
| 01.01.1943 года | Юго-Западный фронт            | 1-я гвардейская армия | 4 гв. СК        | -          |
| 01.02.1943 года | Юго-Западный фронт            | 1-я гвардейская армия | 4 гв. СК        | -          |
| 01.03.1943 года | Юго-Западный фронт            | 1-я гвардейская армия | 6 гв. СК        | -          |
| 01.04.1943 года | Юго-Западный фронт            | 1-я гвардейская армия | 6 гв. СК        | -          |
| 01.05.1943 года | Юго-Западный фронт            | 1-я гвардейская армия | 6 гв. СК        | -          |
| 01.06.1943 года | Юго-Западный фронт            | 1-я гвардейская армия | -               | -          |
| 01.07.1943 года | Юго-Западный фронт            | 1-я гвардейская армия | 6 гв. СК        | -          |
| 01.08.1943 года | Юго-Западный фронт            | 1-я гвардейская армия | 4 гв. СК        | -          |
| 01.09.1943 года | Юго-Западный фронт            | 1-я гвардейская армия | 6 гв. СК        | -          |
| 01.10.1943 года | Юго-Западный фронт            | 1-я гвардейская армия | -               | -          |
| 01.11.1943 года | 3-й Украинский фронт          | 46-я армия            | 34 СК           | -          |
| 01.12.1943 года | 3-й Украинский фронт          | 46-я армия            | 34 СК           | -          |
| 01.01.1944 года | ?                             | -                     | -               | -          |
| 01.02.1944 года | 3-й Украинский фронт          | 46-я армия            | 34 СК           | -          |
| 01.03.1944 года | 3-й Украинский фронт          | 46-я армия            | 31 гв. СК       | -          |
| 01.04.1944 года | 3-й Украинский фронт          | 37-я армия            | 6 гв. СК        | -          |
| 01.05.1944 года | 3-й Украинский фронт          | 37-я армия            | 6 гв. СК        | -          |
| 01.06.1944 года | 3-й Украинский фронт          | 37-я армия            | 6 гв. СК        | -          |
| 01.07.1944 года | 3-й Украинский фронт          | 37-я армия            | 6 гв. СК        | -          |
| 01.08.1944 года | 3-й Украинский фронт          | 37-я армия            | 6 гв. СК        | -          |
| 01.09.1944 года | 3-й Украинский фронт          | 37-я армия            | 6 гв. СК        | -          |
| 01.10.1944 года | 3-й Украинский фронт          | 37-я армия            | 6 гв. СК        | -          |
| 01.11.1944 года | 3-й Украинский фронт          | 37-я армия            | 66 СК           | -          |
| 01.12.1944 года | 3-й Украинский фронт          | 37-я армия            | 66 СК           | -          |
| 01.01.1945 года | -                             | 37-я отдельная армия  | 66 СК           | -          |
| 01.02.1945 года | -                             | 37-я отдельная армия  | 66 СК           | -          |
| 01.03.1945 года | -                             | 37-я отдельная армия  | 66 СК           | -          |
| 01.04.1945 года | -                             | 37-я отдельная армия  | 66 СК           | -          |
| 01.05.1945 года | -                             | 37-я отдельная армия  | 66 СК           | -          |

## Командиры
- Романов Михаил Афанасьевич (30.12.1941 — 16.06.1942), комбриг
- Микеладзе Михаил Герасимович (17.06.1942 — 17.08.1942), полковник
- Каруна Василий Петрович (18.08.1942 — 13.03.1943), полковник, с 14.02.1943 генерал-майор
- Михеенко Яков Семёнович (21.03.1943 — 02.07.1943), полковник
- Сучков Александр Михайлович (03.07.1943 — 23.03.1944), полковник
- Холодов Иван Николаевич (26.03.1944 — 21.04.1944), полковник
- Шапкин, Иван Сергеевич (22.04.1944 — 09.05.1945), полковник[49]

## Отличившиеся воины дивизии
- Шариков, Николай Григорьевич, старший лейтенант — командир 2-го батальона 573-го стрелкового полка. Звание Героя Советского Союза присвоено 13 сентября 1944 года[50].

## Награды и наименования
| Награда (наименование)                 | Дата                  | За что награждена |
| -------------------------------------- | --------------------- | --- |
| Почетное наименование «Новомосковская» | 23 сентября 1943 года | Присвоено приказом Верховного Гланокомандующего от 23 сентября 1943 года за успешные боевые действия по освобождению города Новомосковска Днепропетровской области                                                                                               |
| Орден Красного Знамени                 | 25 октября 1943 года  | награждена указом Президиума Верховного Совета СССР от 25 октября 1943 года за образцовое выполнение боевых заданий командования на фронте борьбы с немецкими захватчиками и проявленные при этом доблесть и мужество. (За освобождение города Днепродзержинска) |

## Память
- В честь дивизии названа улица Архивная копия от 20 апреля 2017 на Wayback Machine в Новомосковске Днепропетровской области.
- В Воронеже в МБОУ СОШ № 39 создан Музей 195-й Новомосковской Краснознамённой стрелковой дивизии Архивная копия от 12 ноября 2021 на Wayback Machine.
- В Москве в ГБОУ СОШ № 1499 (СП № 2) создан Школьный музей «Боевой путь 195-й Новомосковской стрелковой дивизии».
- В Абдулино на здании администрации городского округа, в котором находился штаб формируемой дивизии, в 2020 году размещена мемориальная доска Архивная копия от 12 ноября 2021 на Wayback Machine.
- В Днепре возле речного порта установлен памятный камень Архивная копия от 14 ноября 2021 на Wayback Machine десантной группе 573-го стрелкового полка 195-й стрелковой дивизии под командованием старшего лейтенанта Р. В. Стародубцева.